# كورت يوهانس براون
كورت جوهانس براون (بالألمانية: Curt Johannes Braun)‏ هو كاتب سيناريو وكاتب ألماني، ولد في 11 سبتمبر 1903 في Dobre Miasto ‏ في بولندا، وتوفي في 5 يونيو 1961 في ميونخ في ألمانيا.

## وصلات خارجية
- كورت يوهانس براون على موقع IMDb (الإنجليزية)
- كورت يوهانس براون على موقع ألو سيني (الفرنسية)
- كورت يوهانس براون على موقع أول موفي (الإنجليزية)
- كورت يوهانس براون على موقع قاعدة بيانات الأفلام السويدية (السويدية)
- كورت يوهانس براون على موقع قاعدة بيانات الفيلم (الإنجليزية)
- كورت يوهانس براون على موقع كينوبويسك (الروسية)